# Мінорка (порода курей)
Мінорка (ісп. Menorquina) — порода курей яєчного типу, родом з Іспанії.

## Історія

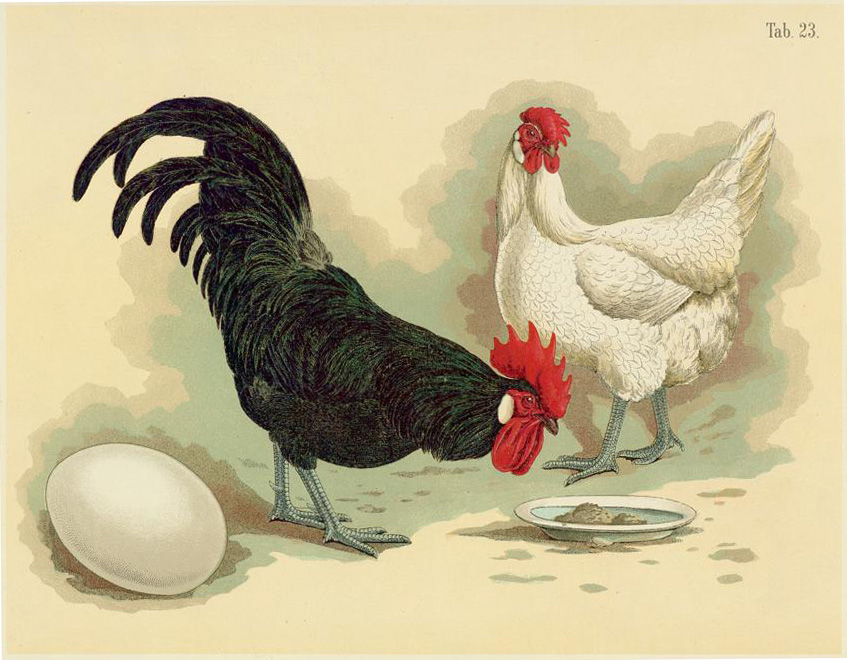
Чорний півень і біла курка породи Мінорка, ілюстрація з альбому «Свійська птиця». Жан Бургантц, 1885 рік

Виведена в Іспанії на острові Мінорка шляхом схрещуванням між собою декількох різновидів місцевих курей. Між 1708 і 1783 в селекції мінорок взяли участь британські курівники, так як Велика Британія захопила острів. Документально засвідчено ввезення мінорок в Англію у 1780-х роках. В кінці XIX століття ця порода була звичайною в Девоні та Корнуоллі. На паризькій виставці вона була відома як «Барбезьє» (Barbezieux). У 1870-х вона з'явилася в Німеччині, до 1888 року стала звичайною в США.

## Особливості породи
Як і інші типово середземноморські породи, мінорки воліють теплу суху сонячну погоду і украй сприйнятливі до вогкості і холоду. Типове забарвлення оперення — чорне, блискуче, із зеленуватим відливом. Є також і білий різновид. Як і у інших яєчних порід, статева зрілість настає рано: кури несуться з п'ятимісячного віку. Хороші несучки мають листоподібний, яскраво-червоний гребінь, що звисає набік. Маса яйця варіює в межах 56-59 г, забарвлення шкаралупи біле. Однак несучість невисока: в середньому 160 яєць за перший рік, тому порода не підходить для промислового використання. В результаті вона потрапила в розряд рідкісних і зникаючих. У самій Іспанії за даними на 2012 мінорки в кількості 460 особин збереглися лише на Балеарських островах.

### Характер
Кури даної породи дуже активні і рухливі. На контакт з людиною вони йдуть погано і дуже полохливі, тому спостереження за ними можливо лише на відстані. Що стосується представників інших порід, то мінорки ставляться до них досить спокійно і мирно уживаються в загальному курнику.